# Pierre (South Dakota)
 For alternative betydninger, se Pierre. (Se også artikler, som begynder med Pierre)
Pierre er hovedstad i den amerikanske delstat South Dakota.
I 2000 havde byen 13.876 indbyggere. Byen er administrativt centrum i det amerikanske county Hughes County.